# Cardiophorus glasunovi
Cardiophorus glasunovi is een keversoort uit de familie kniptorren (Elateridae). De wetenschappelijke naam van de soort is voor het eerst geldig gepubliceerd in 1966 door Gurjeva.